# Запобіжний поміст
Запобі́жний по́міст (рос. предохранительный полок, англ. safety platform; нім. Sicherheitsbühne f) — поміст, що споруджується в шахтному стволі (на 10 — 20 м нижче підошви виробок самого нижнього приствольного двору) з дерева, металу, бетону і служить для захисту людей і обладнання при поглибленні ствола.